# تريميتازيدين
تريميتازيدين هو دواء تنتجه مختبرات سرفير تحت اسم تجاري هو Vastarel MR ويستخدم في علاج الذبحة الصدرية.

## روابط خارجية
- الصفحة الرسمية لـ Vastarel MR